# Peter Sarsgaard
John Peter Sarsgaard (Scott Air Force Base, Illinois, 1971. március 7. –) amerikai színész.

## Élete
A Scott légierő-bázison született, Judy Lea és John Dale Sarsgaard gyermekeként. Apja mérnök volt az amerikai légierőnél, később a Monsantónál és az IBM-nél is dolgozott. Vezetékneve dán eredetű, ugyanis apai ük-nagyszülei Dániából származtak. A név kiejtése dánul: ˈsɑːsɡɔˀ.
Katolikus hitben nevelkedett, ministránsként tevékenykedett. Családja több mint 12 alkalommal költözött. Hétéves korában még labdarúgó szeretett volna lenni, és balettezni tanult, hogy javítson a koordinációján. Mivel több megrázkódtatás is érte sportolás közben, felhagyott vele és az írás, illetve a színházművészet kezdte érdekelni.
A Fairfield College Preparatory Schoolban tanult, itt keltette föl érdekeklődését a filmművészet. 1989-ben érettségizett. Két évig a Bard College-en tanult, majd aWashington University in St. Louis egyetemen folytatta tanulmányait. Itt megalapította a "Mama's Pot Roast" nevű humortársulatot. 1993-ben diplomázott történelemből.

## Filmográfia

### Film
| Év   | Magyar cím                  | Eredeti cím                 | Szerep                                    | Magyar hang         | Rendező                 |
| ---- | --------------------------- | --------------------------- | ----------------------------------------- | ------------------- | ----------------------- |
| 1995 | Ments meg, Uram!            | Dead Man Walking            | Walter Delacroix                          | Szokol Péter        | Tim Robbins             |
| 1998 | A vasálarcos                | The Man in the Iron Mask    | Raoul                                     | Markovics Tamás     | Randall Wallace         |
| 1998 |                             | Minor Details               | Scott                                     |                     | Kief Davidson           |
| 1998 | A világ legnagyobb tölcsére | Desert Blue                 | Billy Baxter                              |                     | Morgan J. Freeman       |
| 1998 | Még egy nap a paradicsomban | Another Day in Paradise     | Ty                                        | Seder Gábor         | Larry Clark             |
| 1999 | A fiúk nem sírnak           | Boys Don't Cry              | John Lotter                               | Rába Roland         | Kimberly Peirce         |
| 2000 | A sejt                      | The Cell                    | John Tracy (stáblistán nincs feltüntetve) | Földi Tamás         | Tarsem Singh            |
| 2000 |                             | Housebound                  | Tom                                       |                     | Mari Kornhauser         |
| 2001 | A világ közepe              | The Center of the World     | Richard Longman                           |                     | Wayne Wang              |
| 2001 |                             | Bacon Wagon (rövidfilm)     | cowboy zombi áldozata                     |                     | Lonny Zion              |
| 2002 | Birodalom                   | Empire                      | Jack                                      | Hevér Gábor         | Franc Reyes             |
| 2002 | Igazság helyett             | The Salton Sea              | Jimmy a finn                              |                     | D. J. Caruso            |
| 2002 | Atomcsapda                  | K-19: The Widowmaker        | Vadim Radchenko hadnagy                   | Hevér Gábor         | Kathryn Bigelow         |
| 2002 | Feltétlen szeretet          | Unconditional Love          | ablakmosó                                 |                     | P. J. Hogan             |
| 2003 |                             | Death of a Dynasty          | Brendon III                               |                     | Damon Dash              |
| 2003 | A hazugsággyáros            | Shattered Glass             | Charles "Chuck" Lane                      | Kálloy Molnár Péter | Billy Ray               |
| 2004 | A régi környék              | Garden State                | Mark                                      | Fekete Ernő         | Zach Braff              |
| 2004 | Kinsey                      | Kinsey                      | Clyde Martin                              | Csőre Gábor         | Bill Condon             |
| 2005 |                             | The Dying Gaul              | Robert Sandrich                           |                     | Craig Lucas             |
| 2005 | A titkok kulcsa             | The Skeleton Key            | Luke Marshall                             | Holl Nándor         | Iain Softley            |
| 2005 | Légcsavar                   | Flightplan                  | Gene Carson                               | Stohl András        | Robert Schwentke        |
| 2005 | Légcsavar                   | Flightplan                  | Gene Carson                               | Csankó Zoltán       | Robert Schwentke        |
| 2005 | Bőrnyakúak                  | Jarhead                     | Alan Troy tizedes                         | Zámbori Soma        | Sam Mendes              |
| 2007 | A kutya éve                 | Year of the Dog             | Newt                                      | Csőre Gábor         | Mike White              |
| 2007 | Kiadatás                    | Rendition                   | Alan Smith                                | Anger Zsolt         | Gavin Hood              |
| 2008 | Elégia                      | Elegy                       | Kenneth Kepesh                            |                     | Isabel Coixet           |
| 2008 | Rejtélyes nyár              | The Mysteries of Pittsburgh | Cleveland Arning                          |                     | Rawson Marshall Thurber |
| 2009 | Egy lányról                 | An Education                | David Goldman                             | Czvetkó Sándor      | Lone Scherfig           |
| 2009 | Az elektromos ködben        | In the Electric Mist        | Elrod Sykes                               |                     | Bertrand Tavernier      |
| 2009 | Az árva                     | Orphan                      | John Coleman                              | Anger Zsolt         | Jaume Collet-Serra      |
| 2010 | Kéjjel-nappal               | Knight and Day              | John Fitzgerald                           | Széles Tamás        | James Mangold           |
| 2011 | Zöld Lámpás                 | Green Lantern               | Dr. Hector Hammond                        | Széles Tamás        | Martin Campbell         |
| 2012 | A robot és Frank            | Robot & Frank               | Robot (hangja)                            | Horváth Illés       | Jake Schreier           |
| 2013 |                             | Lovelace                    | Chuck Traynor                             |                     | Rob Epstein             |
| 2013 | Jeffrey Friedman            | Lovelace                    | Chuck Traynor                             |                     |                         |
| 2013 |                             | Very Good Girls             | Fitzsimmons                               |                     | Naomi Foner Gyllenhaal  |
| 2013 | Sötét húzások               | Night Moves                 | Harmon                                    |                     | Kelly Reichardt         |
| 2013 | Blue Jasmine                | Blue Jasmine                | Dwight Westlake                           | Viczián Ottó        | Woody Allen             |
| 2014 | Gyalogáldozat               | Pawn Sacrifice              | William Lombardy                          | Lux Ádám            | Edward Zwick            |
| 2015 |                             | Experimenter                | Stanley Milgram                           |                     | Michael Almereyda       |
| 2015 | Fekete mise                 | Black Mass                  | Brian Halloran                            | Rába Roland         | Scott Cooper            |
| 2016 | Jackie                      | Jackie                      | Robert F. Kennedy                         | Hevér Gábor         | Pablo Larrain           |
| 2016 | A hét mesterlövész          | The Magnificent Seven       | Bartholomew Bogue                         | Rajkai Zoltán       | Antoine Fuqua (1.)      |
| 2017 | Escobar                     | Loving Pablo                | Shepard                                   | Makranczi Zalán     | Fernando León de Aranoa |
| 2018 |                             | The Lie                     | Jay Logan                                 |                     | Veena Sud               |
| 2019 | A csend hangja              | The Sound of Silence        | Peter Lucian                              | Makranczi Zalán     | Michael Tyburski        |
| 2019 | Mr. Jones                   | Mr. Jones                   | Walter Duranty                            | Hirtling István     | Agnieszka Holland       |
| 2019 |                             | Human Capital               | Quint Manning                             |                     | Marc Meyers             |
| 2020 |                             | Best Summer Ever            | kamerás férfi                             |                     | Michael Parks Randa     |
| 2020 | Lauren Smitelli             | Best Summer Ever            | kamerás férfi                             |                     |                         |
| 2021 | Az elveszett lány           | The Lost Daughter           | Hardy professzor                          | Kautzky Armand      | Maggie Gyllenhaal       |
| 2021 | A bűnös                     | The Guilty                  | Henry Fisher (hangja)                     | Rába Roland         | Antoine Fuqua (2.)      |
| 2021 | Túlélő                      | The Survivor                | Emory Anderson                            | Rába Roland         | Barry Levinson          |
| 2022 | Batman                      | The Batman                  | Gil Colson kerületi ügyész                | Zámbori Soma        | Matt Reeves             |
| 2023 | Emlékeink                   | Memory                      | Saul                                      | Fekete Ernő         | Michel Franco           |
| 2023 | Puccs                       | Coup!                       | Floyd Monk                                | Görög László        | Joseph Schuman          |
| 2023 | Puccs                       | Coup!                       | Floyd Monk                                | Görög László        | Austin Stark            |
| 2024 | Szeptember 5.               | September 5                 | Roone Arledge                             |                     | Tim Fehlbaunmm          |

### Televízió
| Év        | Magyar cím           | Eredeti cím                                | Szerep                | Megjegyzések            |
| --------- | -------------------- | ------------------------------------------ | --------------------- | ----------------------- |
| 1995      | Esküdt ellenségek    | Law & Order                                | Josh Strand           | 1 epizód                |
| 1997      | Veszélyes küldetés   | New York Undercover                        | Donald Jones          | 1 epizód                |
| 1997      |                      | Subway Stories: Tales from the Underground | fiú                   | tévéfilm                |
| 1999      | Sebzettek városa     | Freak City                                 | Cal Jackson           | tévéfilm                |
| 1999      |                      | Cracker                                    | Spencer Trent         | 1 epizód                |
| 2006–2010 | Saturday Night Live  | Saturday Night Live                        | házigazda / Boogerman | 2 epizód                |
| 2013      | Gyilkosság           | The Killing                                | Ray Seward            | 12 epizód               |
| 2015      |                      | The Slap                                   | Hector Apostolou      | minisorozat (8 epizód)  |
| 2017      |                      | Wormwood                                   | Frank Olson           | minisorozat (6 epizód)  |
| 2018      |                      | The Looming Tower                          | Martin Schmidt        | minisorozat (10 epizód) |
| 2020      |                      | Interrogation                              | David Russell nyomozó | 10 epizód               |
| 2020      | Otthon készült       | Homemade                                   | Frank                 | 1 epizód                |
| 2021      | Dopesick             | Dopesick                                   | Rick Mountcastle      | minisorozat (8 epizód)  |
| 2024      | Ártatlanságra ítélve | Presumed Innocent                          | Tommy Molto           | minisorozat (8 epizód)  |

## Fordítás
- Ez a szócikk részben vagy egészben  a   Peter Sarsgaard című angol Wikipédia-szócikk fordításán alapul.  Az eredeti cikk szerkesztőit annak laptörténete sorolja fel. Ez a jelzés csupán a megfogalmazás eredetét és a szerzői jogokat jelzi, nem szolgál a cikkben szereplő információk forrásmegjelöléseként.